# Armend Kabashi
Armend Kabashi (* 4. Dezember 1995 in Saulgau, Deutschland) ist ein finnischer Fußballspieler.

## Karriere

### Verein
Kabashi begann seine Karriere beim FC Honka Espoo. Im Mai 2011 spielte er erstmals für die B-Mannschaft Pallohonka in der Kakkonen. Im Oktober 2012 stand er erstmals im Kader der Profis.
Im August 2013 wurde er an den Zweitligisten FC Viikingit verliehen. Nach Saisonende kehrte er zu Honka zurück. Nach seiner Rückkehr debütierte er im April 2014 in der Veikkausliiga, als er im Spiel gegen Myllykosken Pallo -47 in der Startelf stand und in der Nachspielzeit durch Youness Rahimi ersetzt wurde.
Nach dem Abstieg aus der Veikkausliiga verließ Kabashi Honka nach der Saison 2014. Im Sommer 2015 wechselte er nach Deutschland zur U-23-Mannschaft von Eintracht Braunschweig, nachdem er dort bereits im Januar 2015 ein Probetraining absolviert hatte.
Nach 49 Spielen für Braunschweig II in der Regionalliga Nord verließ er die Mannschaft nach der Saison 2016/17.
Im Juni 2017 absolvierte Kabashi ein Probetraining beim österreichischen Bundesligisten FC Admira Wacker Mödling.
Anfang Dezember 2017 verpflichtete ihn der deutsche Regionalligist TuS Erndtebrück.

### Nationalmannschaft
Kabashi spielte im September 2014 gegen San Marino erstmals für die finnische U-21-Auswahl. Im selben Jahr debütierte er auch für die U-20-Mannschaft Finnlands.